# Lorelei and the Laser Eyes
Lorelei and the Laser Eyes est un jeu vidéo de réflexion développé par Simogo et édité par Annapurna Interactive. Le jeu sort le 16 mai 2024 sur Microsoft Windows et Nintendo Switch. Il est également porté le 3 décembre 2024 sur PlayStation 4 et PlayStation 5.

## Système de jeu
Le joueur contrôle une protagoniste invitée par un réalisateur italien excentrique à venir participer à son projet artistique dans un vieil hôtel d'Europe centrale. Pour progresser, le joueur doit résoudre des énigmes généralement sous la forme de codes à rentrer comme par exemple celui d'un cadenas. Il est souvent nécessaire d'avoir de quoi écrire des notes pour faire le lien entre les différents éléments. Le jeu est essentiellement en noir et blanc avec des touches de rouge, et la caméra est le plus souvent fixe.

## Développement
Simon Flesser, cofondateur de Simogo, explique à Engadget que le processus de création du jeu a été initié par l'élaboration de son titre. Ce titre, Lorelei and the Laser Eyes, que l'équipe de développement aimait, les a poussés à réfléchir sur ce que sont des yeux lasers. Parmi les influences revendiquées par le studio, il y a L'Année dernière à Marienbad d'Alain Resnais, l'hôtel où se déroule l'action s'appelant Letztes Jahr (« l'an dernier » en allemand), et les jeux de survival horror tels que Resident Evil.
Le 10 mars 2020, le studio suédois annonce s'associer pour une longue durée à Annapurna Interactive pour l'édition de ses jeux, tout en restant indépendant. Le prochain jeu découlant de ce partenariat est Project Fuzzy Optics qui deviendra Lorelei and the Laser Eyes,.

## Commercialisation
Lorelei and the Laser Eyes est annoncé en 2022, lors du Nintendo Direct Mini.
D'abord censé sortir en 2023 sur Steam et Nintendo Switch, le lancement du jeu est repoussé[réf. nécessaire]. Au 17 avril 2024, en plein Nintendo Indie World, une date de sortie est fixée pour le 16 mai 2024,. Le jeu sort bien à cette date sur PC et Switch, tandis qu'il est porté sur PlayStation 4 et PlayStation 5 le 3 décembre 2024.

## Accueil

### Critiques
Lorelei and the Laser Eyes reçoit un accueil « généralement favorable » avec un score global de 87 % sur OpenCritic et de 88 % sur Metacritic,.
Pour Thomas Méreur de Numerama, le jeu est la « pépite de 2024 » et fait preuve d'une « maîtrise absolue », quand Jessica Conditt de Engadget estime qu'il s'agit « peut-être de son jeu de l'année ».
La version Microsoft Windows du jeu est aussi très bien reçue par les joueurs, avec 95 % d'avis positifs selon plus de 1 100 évaluations récoltées sur la plate-forme Steam.

### Distinctions
| Liste des prix et nominations de Lorelei and the Laser Eyes | Liste des prix et nominations de Lorelei and the Laser Eyes | Liste des prix et nominations de Lorelei and the Laser Eyes | Liste des prix et nominations de Lorelei and the Laser Eyes | Liste des prix et nominations de Lorelei and the Laser Eyes |
| Prix                                                        | Date                                                        | Catégorie                                                   | Résultat                                                    | Réf.                                                        |
| ----------------------------------------------------------- | ----------------------------------------------------------- | ----------------------------------------------------------- | ----------------------------------------------------------- | ----------------------------------------------------------- |
| Indie Game Awards                                           | 19 décembre 2024                                            | Jeu de l’année                                              | Nomination                                                  | [ 26 ]                                                      |
| Indie Game Awards                                           | 19 décembre 2024                                            | Jeu le plus innovant                                        | Nomination                                                  | [ 26 ]                                                      |